# Brada marchilensis
Brada marchilensis är en ringmaskart som beskrevs av Hartmann-Schröder 1965. Brada marchilensis ingår i släktet Brada och familjen Flabelligeridae. Inga underarter finns listade i Catalogue of Life.